# Karel Janeček
Karel Janeček (* 26. července 1973 Plzeň) je český matematik, pedagog a autor volebního systému D21 – Janečkova metoda.
Přednášel finanční matematiku na Matematicko-fyzikální fakultě Univerzity Karlovy v Praze. Je zakladatelem a předsedou správní rady Nadačního fondu proti korupci. Založil také Institute H21, Nadační fond Karla Janečka na podporu vědy a výzkumu (dnes Nadační fond Neuron na podporu vědy), Nadační fond pomoci a platformu Znesnáze21, Nadaci Karla Janečka a nadaci Science 21. Časopis Forbes řadí Karla Janečka k roku 2022 na 92. místo na seznamu nejbohatších Čechů s majetkem kolem 3,7 mld. Kč. V roce 2024 do seznamu 100 nejbohatších Čechů zařazen nebyl, což mělo souviset s přeceněním jeho kryptoměnového portfolia.

## Vzdělání
V roce 1997 získal titul MBA na Bradley University v americkém městě Peoria. O rok později absolvoval Matematicko-fyzikální fakultu Univerzity Karlovy v Praze, obor teorie pravděpodobnosti a matematická statistika. Roku 2004 získal titul Ph.D. v oboru mathematical finance na Carnegie-Mellonově univerzitě v Pittsburghu.

## Vědecká a pedagogická činnost
V letech 2004–2005 působil jako vědeckovýzkumný pracovník na Rakouské akademii věd, v letech 2007–2013 přednášel na MFF UK v Praze. Specializuje se na optimální řízení ve finanční matematice. Byl také členem vědecké rady Fakulty mezinárodních vztahů Vysoké školy ekonomické.
Jeho publikace mají 266 citací ve světových odborných časopisech. Mezi nejvýznamnější publikace patří:
- K Janeček, Z Li, M. Sîrbu, Optimal Investment with High-Watermark Fee in a Multidimensional Jump Diffusion Model, SIAM Journal financial math, 2020
- K. Janeček, M. Sîrbu, Optimal investment with high-watermark performance fee, SIAM Journal on Control and Optimization, 2012
- K. Janeček, S. E. Shreve, Futures trading with transaction costs, Illinois Journal of Mathematics, 2010
- K. Janeček, What is a realistic aversion to risk for real-world individual investors?, International Journal of Finance, 2004
- K. Janeček, S. E. Shreve, Asymptotic analysis for optimal investment and consumption with transaction costs, Finance and Stochastics, 2004

## Podnikání
Janečkem spoluzaložená společnost RSJ obchoduje od roku 2000 v londýnské derivátové burze NYSE Liffe, v roce 2004 byla jmenována oficiálním tvůrcem trhu. Od září 2009 se jako první česká společnost stala členem evropské derivátové burzy Eurex se sídlem ve Frankfurtu nad Mohanem. Významného postavení na trzích dosáhla zejména zdokonalováním vlastního systému matematických algoritmů pro obchodování s finančními deriváty. Primárně jako tvůrce trhu na derivátových burzách.

## Boj proti korupci a filantropie
V roce 2009 založil Nadační fond Karla Janečka na podporu vědy a výzkumu, který vzešel z jeho dlouhodobého úsilí o podporu vědy. Cílem fondu byla z počátku podpora projektů převážně základního vědeckého výzkumu, a to v matematice, ekonomii a medicíně. V současné době fond uděluje z prostředků mecenášů granty na vědecké projekty v oborech fyzika, chemie, matematika, medicína a společenské vědy. Fond podporuje mladé vědce působící v České republice a úspěšné české vědce, kteří se rozhodnou pro návrat ze zahraničí. V roce 2013 se fond přejmenoval na nadační fond Neuron, později Nadační fond Neuron na podporu vědy. V listopadu 2021 se vědecká a správní rada nadačního fondu rozhodla ukončit s Janečkem spolupráci, vzhledem k jeho vyjádřením o onemocnění covid-19 a očkování zdravých dětí, která „jsou v příkrém rozporu s poznáním nejlepších vědců, se kterými spolupracujeme“.
V březnu 2011 spolu s pivovarníkem Stanislavem Bernardem a hercem Janem Krausem založil Nadační fond proti korupci, jehož cílem je podpora rozvoje etických hodnot v demokratické společnosti a podpora projektů odhalujících korupci ve veřejné správě s rozsáhlým ekonomickým dopadem. Fond předává Cenu za odvahu lidem, kteří s vědomím osobních rizik upozornili na případy korupce ve svém okolí, a podporuje vznik účinné protikorupční legislativy. Za krátkou dobu existence fondu se mu podařilo upozornit na řadu závažných kauz.
V roce 2012 založil Nadační fond pomoci, jehož snahou je pomoc všem, kteří se dostali do úzkých z důvodu destruktivní činnosti „zlojedů" nebo v důsledku obecně nespravedlivého mocenského systému. Nadační fond pomoci od roku 2019 otevírá crowdfundingové sbírky pro oběti podvodu, agrese a iracionální byrokracie na platformě Znesnáze21.
V říjnu 2012 spustil projekt Pozitivní evoluce s cílem konkrétními kroky a projekty přispět ke zlepšení společenského klimatu v ČR. Tuto myšlenku rozvíjí zejména skrze své nadační fondy, filantropii a návrh nového volebního systému, který pojmenoval D21 – Janečkova metoda.
V lednu 2014 založil Nadaci Karla Janečka, jejímž účelem je především podpora rozvoje aktivní občanské společnosti, podpora vzdělávání a zdravěji fungujícího státu.
V roce 2016 založil Institute H21, jehož výzkumné oddělení se zabývá vědeckým zkoumáním D21 – Janečkovy metody. Institute H21 zajišťuje participativní hlasování a rozpočtování v rámci svého projektu Participace 21 ve městech, ve školách, v neziskových a jiných organizacích.
V roce 2016 založil také výzkumnou instituci, nadaci Science 21. Nadace vyhledává, sdružuje a podporuje vyspělé jedince, které kromě individuálního rozvoje cíleně motivuje k univerzální kooperaci na bázi bezprecedentního přátelství. Ředitelkou nadace je Kamila Podoubská.
Je spolumajitelem Centra současného umění DOX v Praze a prvním mecenášem hudebního festivalu Struny podzimu typického propojováním jazzu a klasiky, tradice a experimentu. Na základě iniciativy Karla Janečka byla v roce 2021 obnovena soutěž Český slavík 21.
Svým projevem v pořadu Český slavík 21 vzbudil kontroverze, když ve svém projevu ohledně onemocnění covid-19 kritizoval opatření vlády kvůli negativnímu dopadu na kulturu, odsoudil také plošné očkování zdravých dětí. Ovšem jak sám později uvedl, nepovažuje se za „antivaxera“, je proti povinnému očkování dětí, očkování pro zbytek populace naopak podporuje, stejně tak není proti očkování dětí s poruchou imunity. Za své vystupování během pandemie obdržel anticenu Bludný balvan udělovanou Českým klubem skeptiků Sisyfos.

## D21 – Janečkova metoda
V roce 2012 navrhl nový volební systém založený primárně na tzv. minusovém hlasu, tedy možnosti hlasovat proti kandidátovi a systém propagoval v rámci projektu Pozitivní evoluce. V květnu v roce 2013 Janeček vytvořil volební systém D21 – Janečkova metoda, o kterém tvrdí, že přinese zásadní vylepšení demokracie podobně „jako upgrade z DOSu na Windows“. Podstatou D21 je tzv. „efekt více hlasů“, kdy každý volič má dvakrát více hlasů, než je volených mandátů. Konkrétně, pro volby do Poslanecké sněmovny jsou navrženy dvoumandátové obvody se čtyřmi hlasy. V návrhu je i možnost využití jednoho minusového hlasu. Použití minusového hlasu však není nutné ani zásadní.

## Kandidatura na prezidenta ČR
Dne 21. ledna 2022 oznámil kandidaturu na prezidenta České republiky. Svou kandidaturu založil na sběru podpisů občanů. V říjnu 2022 uvedl, že se mu jich podařilo nasbírat asi 30 000. V případě, že by nezískal potřebných 50 000 podpisů občanů, chtěl požádat o podpisy senátory.
Dne 8. listopadu 2022 odevzdal dostatečný počet podpisů pro kandidaturu, celkem 73 037 podpisů. „Já si přál alespoň 60 000, aby byla dostatečná rezerva, ale 73 je dvacáté první prvočíslo, takže je to i symbolicky naprosto fascinující,“ řekl Janeček novinářům. Po vyřazení neplatných podpisů při kontrole Ministerstva vnitra mu ale kandidatura umožněna nebyla, protože počet platných podpisů dosahoval 48 000, a o 2 tisíce tak nepřekročil potřebnou hranici 50 000 platných podpisů. Chybovost tak přesahovala hranici 30 %. Ještě v den oznámení této skutečnosti uvedl, že se proti rozhodnutí ministerstva odvolá k Nejvyššímu správnímu soudu. Zajímavostí přitom je, že ministerstvo neuznalo ani podpis Janečka samotného, a to z důvodu nejednoznačně čitelné číslice u dokladu totožnosti.
Dne 13. prosince 2022 potvrdil Nejvyšší správní soud rozhodnutí Ministerstva vnitra o neregistraci Karla Janečka, když sice ověřil dalších přibližně 500 podpisů od občanů v kontrolních vzorcích, nicméně počet platných podpisů v petičních arších dosáhl 49 920, a těsně tak nepřekročil hranici 50 000 podpisů. Janeček se proto obrátil na Ústavní soud. Ten 4. ledna 2023 jeho stížnost proti rozhodnutí NSS a ministerstva vnitra o neumožnění kandidatury odmítl, protože plného přezkumu se mu již dostalo u Nejvyššího správního soudu a Janečkova argumentace postrádala ústavní rozměr. 14. února 2023 pak NSS zamítl Janečkovu žádost o opakování voleb. V dubnu 2023 se Janeček opět obrátil na Ústavní soud, když nesouhlasil s příliš stručným odůvodněním Nejvyššího správního soudu.

## Kontroverze kolem dokumentu ČT
Režisér David Vondráček natočil o Karlu Janečkovi dokumentární film s názvem Pozitivní evolucionář – podle původního zadání schváleného programovou radou se film měl jmenovat „Samozvaný spasitel“. Vondráček v dubnu 2014 obvinil Českou televizi z cenzury, protože prý film byl již schválen (a programový ředitel ČT Milan Fridrich již předběžně určil datum vysílání na 6. dubna), ale 17. dubna 2014 mu kreativní producent Petr Kubica oznámil, že film nebude odvysílaný vůbec. Kubica popřel, že by něco takového řekl, a upřesnil, že dokument považuje za nedokončený, příliš nekritický, vidí na něm chyby a dosud jej proto neschválil.
Producent i mluvčí ČT dokumentu vytkli, že postrádá některé konkrétní kritické prvky, například politickou minulost Janečkových rodičů, nebo etiku jeho podnikání. Vondráček i Janeček však shodně uvádějí, že dokument objektivně obsahuje i vyjádření několika lidí, která rozhodně nevyznívají v Janečkův prospěch. Vondráček na neodvysílání dokumentu upozornil Radu České televize.
Poté, co se tomuto sporu začala věnovat i ostatní média, dokument byl pozměněn a odvysílán dne 28. května 2014 na ČT2 pod změněným názvem „Karel Janeček, svět podle algoritmu“. Janeček dokument ve vysílané verzi považuje za zmanipulovaný v jeho neprospěch.[zdroj?]

## Osobní život
Jeho první manželka se jmenovala Michaela, mají spolu dvě dcery. Druhá se jmenovala Mariem, mají spolu syna. Jeho současná manželka se jmenuje Lilia Khousnoutdinova. V létě 2017 s ní uzavřel buddhistický sňatek, dne 21. prosince 2021 uzavřeli manželství v kostele svatého Mikuláše v Praze. V květnu 2018 se jim narodila dcera Isabela a v roce 2021 syn Karel.
Věnuje se různým druhům sportu, například sportovní gymnastice a parašutismu. Je autorem herního programu Statistical Blackjack Analyzer. Aktivně vystupoval proti koronavirovým opatřením a bývá označován za odpůrce očkování, což je částečně v rozporu s apely v jeho blozích na Aktuálně.cz.